# Rokon (motorfiets)
Rokon is een merk van motorfietsen.

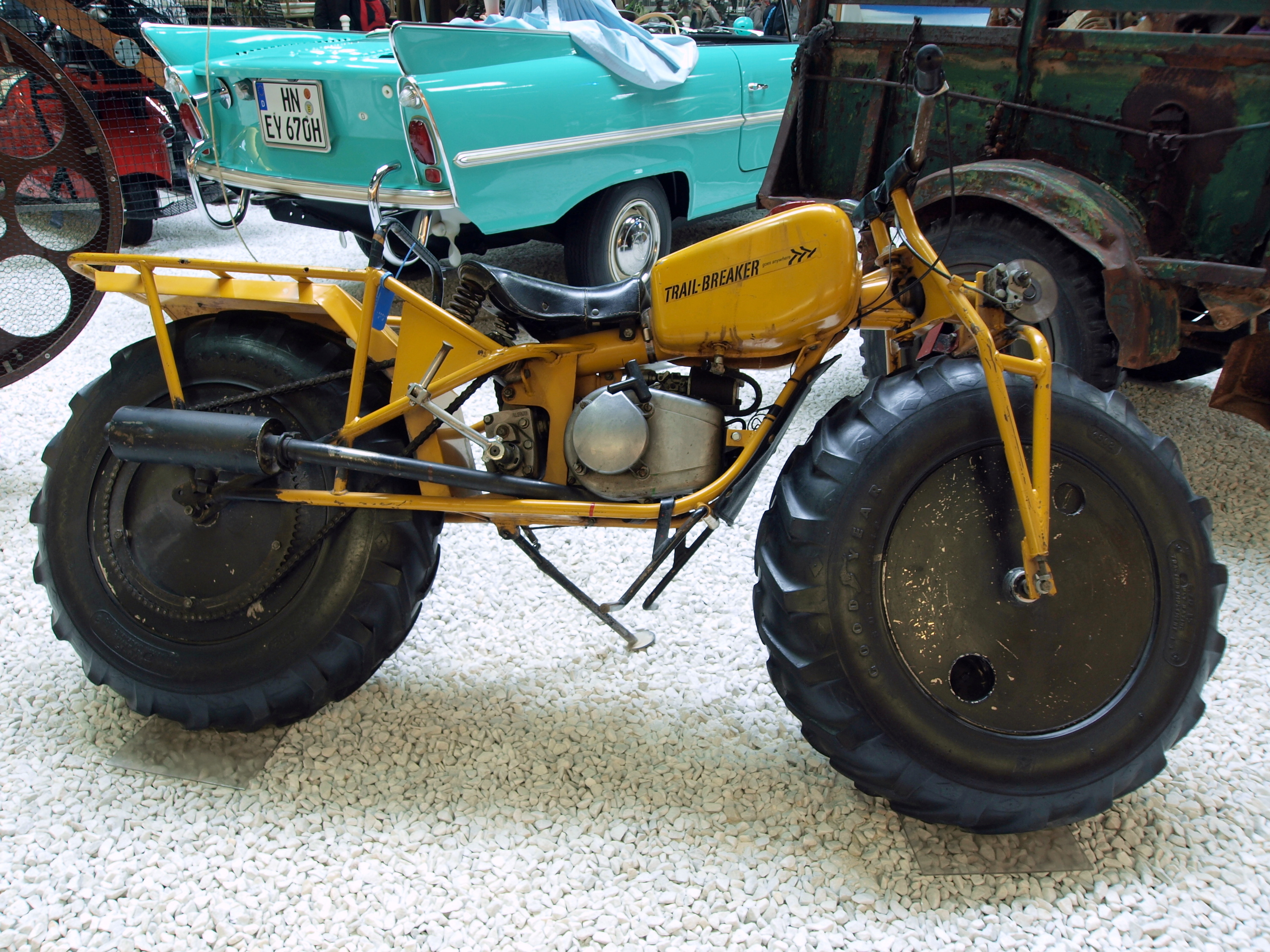
Rokon Trail Breaker

Rokon International Inc. Keene, New Hampsire, USA.
Amerikaanse fabriek die bekend werd met terreinvoertuigen met 134 cc West Bend- en later Chrysler-tweetaktmotoren.
Vanaf 1975 maakte men ook terreinmotoren met 335 cc Sachs-blokjes, die in sommige gevallen een automatische versnellingsbak hadden. Heel bijzonder is de Trail Breaker, een motor met tweewielaandrijving en grote holle velgen, die in het water als drijvers dienstdoen, maar ook gevuld konden worden met 17 liter water of benzine.